# Монтевидео, Бог те видео!
„Монтевидео, Бог те видео“ је српски филм из 2010. То је редитељски првенац српског глумца Драгана Бјелогрлића по сценарију Срђана Драгојевића и Ранка Божића. Сценарио је написан по истоименој књизи спортског новинара Владимира Станковића која говори о великом успеху репрезентације Краљевине Југославије (коју су тада чинили само играчи из Србије) на Светском првенству у фудбалу у Уругвају 1930.
Филм се састоји из два дела (односно три приче), а од снимљеног материјала направљена је и ТВ-серија од 27 епизода која се састоји из три сезоне.
Први део филма премијерно је приказан 20. децембра 2010. у Београду.

## Радња
Главна нит филма је смештена пред историјски успех репрезентације Југославије у Монтевидеу 1930. године на првом светском првенству у фудбалу и играње у полуфиналу, као и личности младих фудбалера, који су својим ентузијазмом и талентом допринели одласку на ово велико светско такмичење.
Време одвијања догађаја је у распону од краја 1929. године до почетка септембра 1930. године. када се фудбалери, велики национални хероји, кроз причу о тадашњим културним и друштвеним догађајима, најпре у Београду, боре са драмском свакодневицом сиромашних, али најпре неискварених фудбалера са једне стране, односно београдске и уопште југословенске буржоазије са друге.
Радња прати њихове животе, личне проблеме, колизију коју прави жеља за спортским доказивањем наспрам устаљеног градског живота, обичаја и потребе за послом и преживљавањем које постављају Београд и Југославија у време између два светска рата. Осим кроз главне протагонисте, градски културно социјални живот Београда је представљен и кроз пуно споредних ликова који припадају различитим класама друштва, кроз њихова размишљања, постављање према животу и ситним радостима.
Сценографија такође прати целокупан шарениш друштвених прилика, од просечних београдских бирцуза и улица, преко гламурозних места за излазак и дружење високе класе, до самих аристократских елемената, Двора, најмодернијих аутомобила из тог времена, одеће и других визуелних елемената који су красили како сам врх, тако и социјално дно југословенског друштва.

## Ликови
- Александар Тирнанић - Тирке (Милош Биковић) Младић са Чубуре, приморан да бира између рада у фабрици и фудбала. Одабраће фудбал. Једино сећање на погинулог оца у Великом рату је орден - Карађорђева звезда. Природан таленат са Чубурске калдрме, придружује се фудбалском клубу БСК-а, где упознаје Мошу Марјановића, њих двојица постају нераздвојни пријатељи и легендарни тандем. Иако мангуп, Тирке је амбициозан, праведан, сањар али пре свега, чиста душа.
- Благоје-Моша Марјановић (Петар Стругар) фудбалер БСК-а, једини професионалац у то време, плаћен за сваки постигнут гол. Моша је обучен у по најновијим модним трендовима, вози први Форд Т у Београду, креће се по најелитнијим ноћним клубовима Београда. У познатом Џокеј-клубу, упознаје либералну, слободоумну Валерију.
- Валерија (Нина Јанковић) ексцентрична београдска уметница и сликарка која је члан београдске елите и креће у највишим круговима друштва. Она је чест посетилац Џокеј-клуба. Постаје Мошина нова девојка, али, сплетом околности, запада јој за око и Тирке. Она убрзо открива да је Тирке чиста душа, и ради сопствене забаве и из доколице, одлучи да га доведе у искушење.
- Роса (Данина Јефтић) љубазна и простодушна. Она је Рајкова и Ђурђина рођака из унутрашњости, долази у Београд како би помогла течи и тетки у кафани. Међутим, Рајко има и друге планове за њу - да је добро уда. Њен долазак привлачи пажњу младог Тиркета.

## Улоге
| Глумац                 | Улога                              |
| ---------------------- | ---------------------------------- |
| Милош Биковић          | Александар Тирнанић „Тирке“        |
| Петар Стругар          | Благоје Марјановић „Моша“          |
| Предраг Васић          | мали Станоје                       |
| Милутин Караџић        | Рајко Малетковић                   |
| Бранимир Брстина       | Богдан                             |
| Нина Јанковић          | Валерија                           |
| Данина Јефтић          | Роса                               |
| Небојша Илић           | Бошко Симоновић „Дунстер“          |
| Војин Ћетковић         | Михаило Андрејевић „Андрејка“      |
| Виктор Савић           | Милутин Ивковић „Милутинац“        |
| Никола Ђуричко         | Живковић                           |
| Гордана Ђурђевић-Димић | Рајна, Тиркетова мајка             |
| Сергеј Трифуновић      | Анђелко Коматина                   |
| Срђан Тодоровић        | Бора Јовановић, новинар „Политике“ |
| Слободан Нинковић      | Ђорђе Кустудић, новинар „Правде“   |
| Анита Манчић           | Ђурђа, Рајкова жена                |
| Андрија Кузмановић     | Милован Јакшић „Јакша“             |
| Иван Зекић             | Ивица Бек                          |
| Александар Радојичић   | Микица Арсенијевић „Балерина“      |
| Ненад Хераковић        | Драгослав Михајловић „Вампир“      |
| Урош Јовчић            | Ђорђе Вујадиновић „Носоња“         |
| Милан Никитовић        | Бранислав Секулић                  |
| Раде Ћосић             | Теофило Спасојевић                 |
| Бојан Кривокапић       | Момчило Ђокић „Гусар“              |
| Александар Филимоновић | Љубиша Стефановић „Лео“            |
| Марко Николић          | Атанас Божић                       |
| Драган Петровић        | Фридрих Попс                       |
| Дарко Томовић          | Данило Стојановић                  |
| Борис Комненић         | Јанко Шафарик                      |
| Срђан Тимаров          | Коста Хаџи                         |
| Марко Живић            | Исак                               |
| Бранислав Лечић        | Краљ Александар Карађорђевић       |
| Александар Срећковић   | Раде Пашић                         |
| Данијел Сич            | друг Радета Пашића                 |
| Бојан Димитријевић     | Станислав                          |
| Бојан Жировић          | пијанац                            |
| Хрвоје Кечкеш          | Јосип Риболи                       |
| Никола Ристановски     | Бугарски функционер                |
| Енис Бешлагић          | кројач Мане                        |
| Ања Алач               | хазенашица Бранкица                |

## Признања и награде
| Догађај                                    | Категорија                     | Добитник/Номиновани      | Освојено |
| ------------------------------------------ | ------------------------------ | ------------------------ | -------- |
| ФИПРЕСЦИ Србија 2010                       |                                |                          |          |
| Најбољи глумац                             | Милош Биковић                  | Не                       |          |
| Најбоља глумица                            | Данина Јефтић                  | Не                       |          |
| Најбоља глумица                            | Нина Јанковић                  | Не                       |          |
| Најбољи филм                               | Интермедиа Нетворк             | Да                       |          |
| Најбоља режија                             | Драган Бјелогрлић              | Да                       |          |
| Најбоља фотографија (директор фотографије) | Горан Воларевић                | Да                       |          |
| Најбољи сценарио                           | Срђан Драгојевић и Ранко Божић | Да                       |          |
| Најбоља сценографија                       | арх. Немања Петровић           | Да                       |          |
| Најбоља музика                             | Мањифико                       | Не                       |          |
| Оскар Популарности 2010                    | Најбољи филм                   | Интермедиа Нетворк       | Да       |
| The Men магазин награде 2010               | Подухват године                | Интермедиа Нетворк       | Да       |
| Попбокс 2010                               | Филм године                    | Монтевидео, Бог те видео | Да       |

На фестивалу спортског филма „Атланта“ који се одржава у Липецку у Русији, Монтевидео, Бог те видео! је проглашен за најбољи филм Фестивала 2011. године.

## Музика
Музику за филм је урадио Роберт Пешут Мањифико, који се појављује као певач у сцени у џокеј клубу. Следи списак нумера:
1. Ljubav u C duru 3:00
2. Pukni zoro (Instrumental) 3:13
3. Savski Valcer 2:03
4. Ruska 2:57
5. Zum Zum Kolo 2:23
6. Tuzna Vesela 2:56
7. Srpska Posla 2:53
8. Ljubav u C molu 3:03
9. Veliki Voz 2:46
10. Pinja Kolada 2:26
11. Pukni Zoro 2:49
12. Intro Rubato 2:01
13. Al Viento (feat. Luz Casal) 4:51
14. Madrugadas (feat. Luz Casal) 3:20
15. Para Mi, Para Ti 2:45
16. Tango Mango 2:19
17. Cha Cha del Rio Drina 2:15
18. Marija Ana 3:24
19. Samo Malo (Klubmix) 2:28
20. Bum Bum 2:44
21. Samo malo (Magnifico vs Groovyman Remix) 3:09

## Занимљивости
Марко Јанкетић је требало да игра Александра Тирнанића, али је он пред самим снимањем одустао од те улоге, а улога је припала Милошу Биковићу.